# .ke
.ke је највиши Интернет домен државних кодова (ccTLD) за Кенију.